# Дрезденська підвісна дорога
51°03′15″ пн. ш. 13°49′05″ сх. д. / 51.054166666667° пн. ш. 13.818055555556° сх. д.

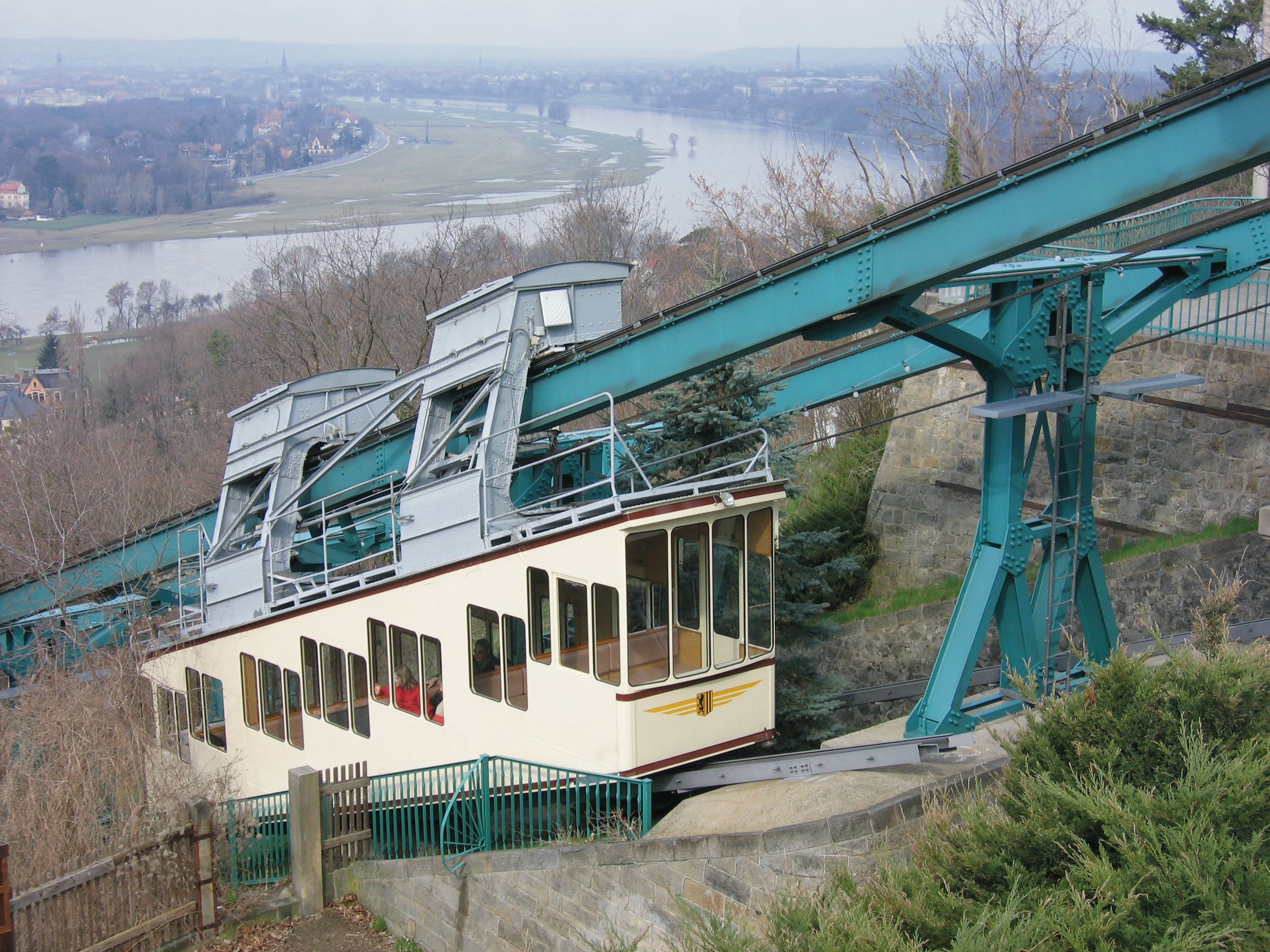
Вагон підвісної монорейки

Дрезденська підвісна дорога (нім. Schwebebahn Dresden) — вид громадського транспорту в Дрездені (Німеччина). Розташована в долині річки Ельба. Технічно є підвісною монорейкою. За конструкцією дрезденська підвісна дорога аналогічна Вуппертальській, але на дрезденській дорозі вагони приводяться в рух тросом, за принципом фунікулера.

## Історія
Дрезденська підвісна залізниця є найстарішою діючою підвісною монорейкою у світі. Вона побудована в 1899—1900 і відкрита 6 травня 1901. Конструктор дороги — інженер Ойген Ланген, який раніше спроектував підвісну монорейку для Вупперталя. Під час Другої світової війни мережаа не постраждала, але в 1984—1992 дорога не діяла (була закрита на реконструкцію). В 2002 дорога знову реконструйована, під час чого була перебудована нижня станція.

## Опис системи

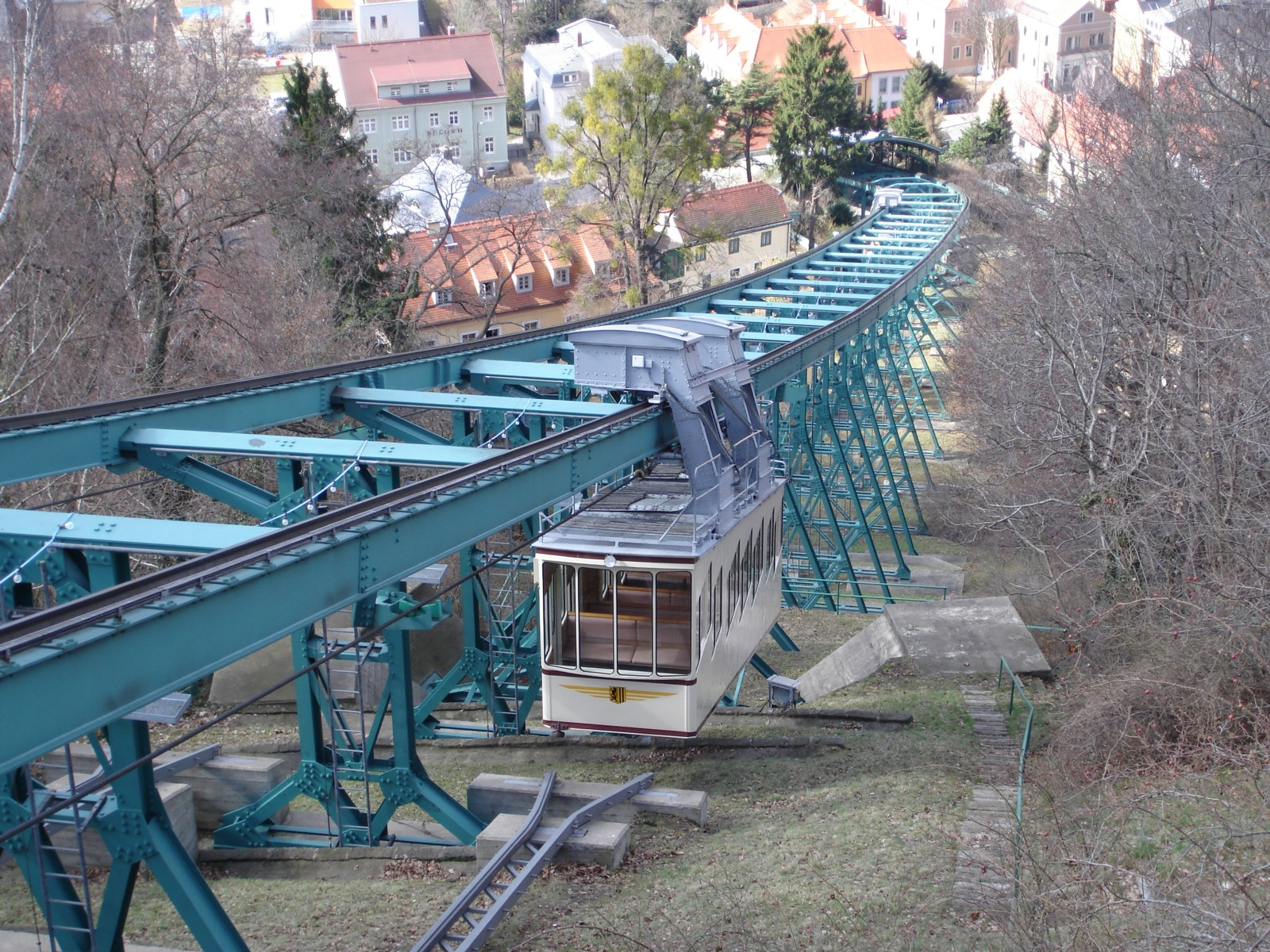
Траса дороги

Траса дороги сполучає Лошвіц та Оберлошвіц. Протяжність траси становить 273 метра, перепад висот — 84 метри. Таким чином ухил становить 39,2 %. Траса складається з двох паралельних рейок, які спираються на 33 опори, висота яких досягає 14 метрів. По трасі курсують два вагони, кожний вміщує до 40 пасажирів. Вагони пов'язані між собою тросом, таким чином їх рух чітко синхронізовано. Трос протягнений від одного вагона до іншого через верхню станцію, де розташовано привід системи (електродвигун). Електродвигун розвиває порівняно невелику потужність, оскільки вагони, які при русі піднімаються і опускаються, практично врівноважують один одного.
Максимальна швидкість вагона становить 2,5 м/с.

## Організація роботи
Дорога експлуатується організацією Dresdner Verkehrsbetriebe AG, яка також експлуатує інші види міського транспорту Дрездена — трамвай, автобус та традиційний фунікулер — Дрезденський фунікулер.